# Trechona adspersa
Espèce
Trechona adspersa est une espèce d'araignées mygalomorphes de la famille des Dipluridae.

## Distribution
Cette espèce est endémique de l'État de Rio de Janeiro au Brésil,. Elle se rencontre vers Teresópolis.

## Description
Le mâle mesure 11 mm.

## Systématique et taxinomie
Pour Pedroso, Baptista et Ferreira en 2008, cette espèce serait une Nemesiidae.

## Publication originale
- Bertkau, 1880 : Verzeichniss der von Prof. Ed. van Beneden auf seiner im Auftrage der Belgischen Regierung unternommenen wissenschaftlichen Reise nach Brasilien und La Plata I. J. 1872-75 gesammelten Arachniden. Mémoires de l’Académie Royale de Belgique, vol. 43, p. 1-120.